# Buthacus striffleri
Espèce
Buthacus striffleri est une espèce de scorpions de la famille des Buthidae.

## Distribution
Cette espèce est endémique d'Afghanistan. Elle se rencontre vers Maïmana.

## Description
Le mâle holotype mesure 70,1 mm.

## Étymologie
Cette espèce est nommée en l'honneur de Boris Striffler.

## Publication originale
- Lourenço, 2004 : « Description of a new species of Buthacus Birula, 1908 (Scorpiones, Buthidae) from Afghanistan. » Entomologische Mitteilungen aus dem Zoologischen Museum Hamburg, vol. 14, no 170, p. 205-210 (texte intégral).